# 猶他鐵路
猶他鐵路是美國的一個第三級鐵路公司，為基尼西與懷俄明公司所擁有，營運範圍為猶他州與科羅拉多州。

## 歷史
猶他鐵路公司成立於1912年1月24日，當時名稱為「猶他煤礦鐵路」（Utah Coal Railway），同年五月更名為「猶他鐵路」。其乃由於對附近的丹佛與里約格蘭德鐵路之服務不滿，乃成立本鐵路以從公司的礦場運送煤至普若佛。本鐵路以擁有當時最先進的設備而聞名，其大型的「聖塔非」（Santa Fe，軸配置為2-10-2）與「馬列特」（Mallet，軸配置為2-6-6-2）蒸汽機車有自動送煤裝置，當本鐵路在1917年開始營運時，這點吸引了許多司機員轉投本鐵路工作。猶他鐵路也率先在其空氣軔機使用十四磅的彈簧而非傳統的七磅。本鐵路也是最先使用柴油動力機車的運煤鐵路之一，也運用了自動技術，包括在尾端貨車使用閃燈以取代守車。猶他鐵路的貨運車廂包括15輛平車以及約2000輛敞車（drop-bottom gondolas），與聖佩德羅、洛杉磯與鹽湖城鐵路（San Pedro, Los Angeles & Salt Lake  Railroad）共有，上塗「Utah Coal Route」字樣以及該公司標誌。這些敞車被公司職員暱稱為「戰艦」。其母公司穆勒工業（Mueller Industries，一家以銅加工為主的公司），在2002年將猶他鐵路賣給了基尼西與懷俄明公司，一家鐵路控股公司。

## 目前營運
目前猶他鐵路營運範圍為科羅拉多州大章克申至猶他州普若佛之間長423英里（681）的路線，其中45英里（72）為自有路線，其餘則屬於BNSF鐵路與聯合太平洋鐵路。本路仍運輸相當數量的煤礦，每年約90000輛車的運輸量中，超過三分之二為煤礦。猶他鐵路也有下屬鐵路鹽湖城南方鐵路（Salt Lake City Southern Railroad），服務位於鹽湖城與德雷珀（Draper）之間，長25英里（40）之路線上的超過30家客戶。此外並在奧格登與其他地方提供調車服務。,

## 標誌
最早的標誌僅為「猶他鐵路公司（Utah Railway Company）」字樣，見於機車與守車上，敞車上則為「猶他煤礦鐵路（Utah Coal Route）字樣。但在文件上曾有許多年使用白底黑圓圈的標誌，不過其上字樣則有多次改變。1948年在敞車上的標誌是在縮寫U.C.R周圍有「Utah Railway」字樣。1999年的標誌則為橢圓形加上一部SD柴油機車的圖案，以及「Utah Railway: Since 1912」等字樣。後來猶他鐵路公司的標誌中納入了猶他州州徽蜂巢圖案；一般而言基尼西與懷俄明公司收購某公司後會更改被收購公司的標誌以配合該公司標誌的一致性，但基於對猶他鐵路歷史的尊重，更改的標誌內融入了蜂巢圖案。

## 外部連結
- Trainweb's Utah Railway （页面存档备份，存于）
- UtahRails.net Utah Railway page （页面存档备份，存于）